# Kanton Martel
Kanton Martel (francouzsky Canton de Martel) je francouzský kanton v departementu Lot v regionu Midi-Pyrénées. Tvoří ho 10 obcí.

## Obce kantonu
- Baladou
- Cazillac
- Cressensac
- Creysse
- Cuzance
- Floirac
- Martel
- Montvalent
- Saint-Denis-lès-Martel
- Sarrazac